# Sanfrè
Sanfrè es una localidad y comune italiana de la provincia de Cuneo, región de Piamonte, con 3.050 habitantes.

## Evolución demográfica
| Gráfica de evolución demográfica de Sanfrè entre 1861 y 2021 |
|                                                              |
| Fuente ISTAT - elaboración gráfica de Wikipedia              |